# Michael Keane
Michael Vincent Keane (11 de gener de 1993) és un futbolista professional anglès que juga de defensa central per l'Everton FC i per l'equip nacional anglés.